# 德里克·罗斯
德里克·馬泰·羅斯（英語：Derrick Martell Rose，1988年10月4日—），外號「飆風玫瑰」，前美國男子籃球運動員。出生於美國芝加哥，任職控球後衛。
羅斯在2008年NBA選秀成為芝加哥公牛選秀狀元。
當選NBA年度最佳新秀，入選NBA最佳新秀陣容第一隊，是第一個獲得技巧挑戰賽冠軍的新秀球員。三屆NBA全明星賽，其中兩屆獲選為先發球員。
2010-11賽季，22歲的羅斯成為NBA史上最年輕的最有價值球員，並且入選NBA年度第一隊。2012年聯盟更建立一個羅斯條款，以獎勵那些新人球員。参加2010年籃球世錦賽獲得金牌，2014年獲得男籃世界杯冠軍。

## 大學
高中時期羅斯贏得兩座州冠軍，在畢業後被球探評為全國選秀中最好的控球後衛。罗斯从自己的3个哥哥那里学会打篮球。大学时期为孟菲斯大学打球，2008年带领球队进入NCAA总决赛。在此之后，罗斯宣布参加2008年NBA选秀并在首轮第一位被家乡球队芝加哥公牛选中。职业篮球生涯的第一年，罗斯荣获最佳新秀并被选为年度新秀最佳第一阵容。仅仅在职业生涯第二年，罗斯就被选为2010年NBA全明星阵容。与此同时，他成为美国国家队2010年世锦赛核心球员。罗斯在Simeon创下的记录是120胜12负。在他高年级的时候，罗斯荣获伊利诺伊州篮球先生，并且被命名为麦当劳全美最佳阵容。也在此时，罗斯获得今日美国和Parade共同授予的第一阵容称号以及今日美国评选的全美第一阵容。

### 高中校队数据统计
| 高中 | 年分    | 出賽場次 | 先發場次 | 抄截 | 籃板 | 助攻 | 得分 | 命中率(%) |
| ---- | ------- | -------- | -------- | ---- | ---- | ---- | ---- | --------- |
| 西蒙 | 2003–04 | 25       | 25       | 2.1  | 4.7  | 6.6  | 18.5 | —         |
| 西蒙 | 2004–05 | 35       | 35       | 2.0  | 5.1  | 8.3  | 19.8 | .500      |
| 西蒙 | 2005–06 | 37       | 37       | 2.6  | 5.4  | 8.7  | 20.1 | .570      |
| 西蒙 | 2006–07 | 35       | 35       | 3.4  | 9.1  | 8.8  | 25.2 | .590      |
| 生涯 | 生涯    | 132      | 132      | 2.7  | 6.2  | 8.2  | 21.1 | —         |

### 大学校队数据统计
| 大學   | 年分    | 出賽場次 | 先發場次 | 上場時間(分) | 抄截 | 阻攻 | 籃板 | 助攻 | 得分 | 投籃命中率 | 罰球命中率 | 三分球命中率 |
| ------ | ------- | -------- | -------- | ------------ | ---- | ---- | ---- | ---- | ---- | ---------- | ---------- | ------------ |
| 曼菲斯 | 2007–08 | 40       | 40       | 29.2         | 1.2  | 0.4  | 4.5  | 4.7  | 14.9 | .477       | .712       | .337         |

## NBA生涯
率队到NCAA决赛，但在加时赛中错失罚球，在未能得到NCAA冠軍之後，羅斯宣布投入2008年的NBA選秀，不久後成為當年的選秀狀元，選他的球隊正好是在他家鄉的芝加哥公牛。

### 芝加哥公牛（2008–2016）

#### 2008-09賽季

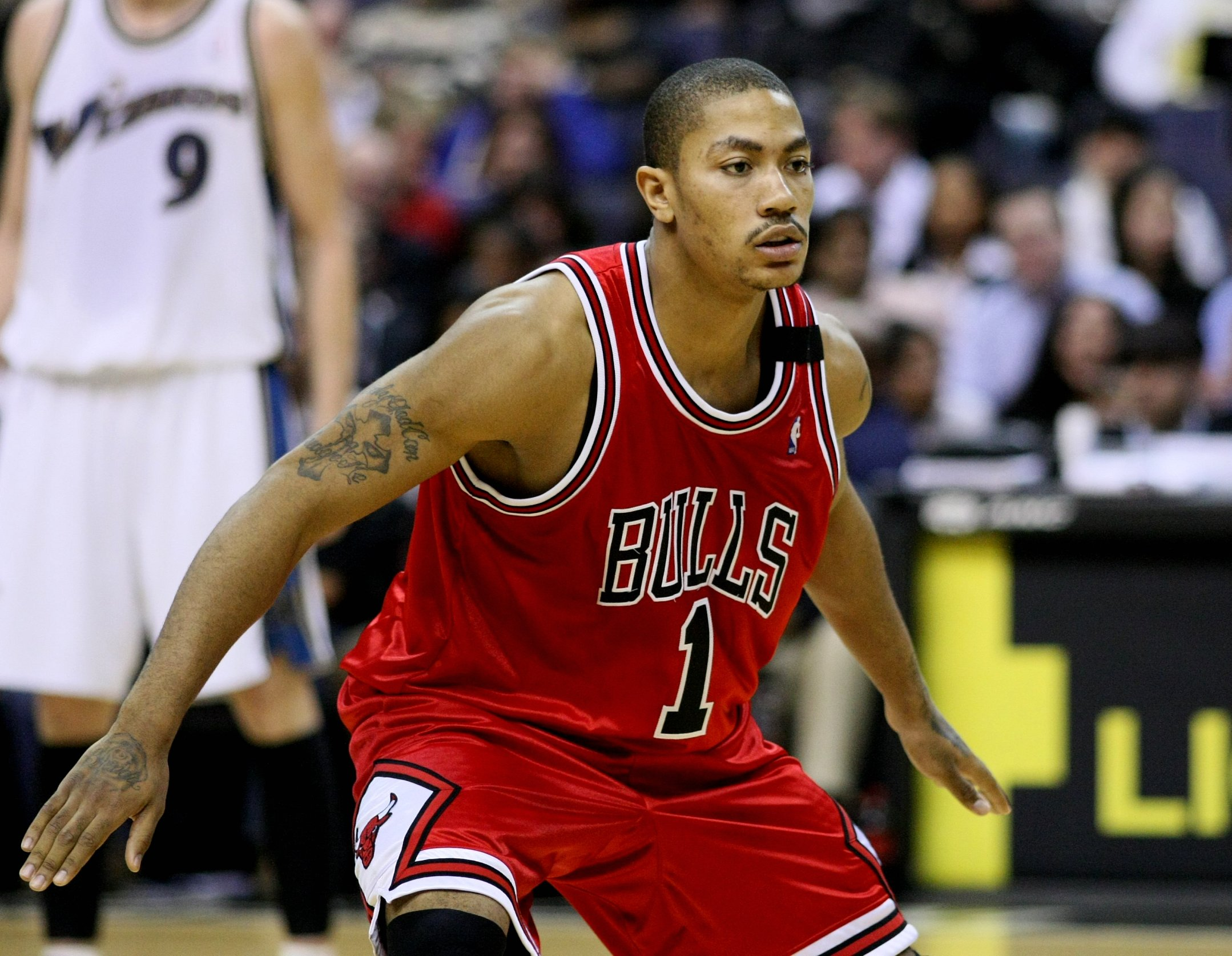
新秀賽季的羅斯。

生涯第一年羅斯就展現他驚人的能力，平均16.8分6.3助攻，使他獲得年度最佳新秀和最佳新秀阵容等獎項。帶領公牛隊以東區第七種子晉級季後賽，季後賽首輪的對手就是衛冕冠軍波士頓塞爾提克，在生涯第一場季後賽羅斯就取得36分11助攻，並帶領球隊以105-103取得第一場勝利。公牛隊與塞爾提克隊爭戰到第七場才分出勝負，公牛隊輸掉此系列賽，也結束了羅斯在NBA的第一個賽季。

#### 2009-10賽季
第二年羅斯持續進步，並入選NBA全明星賽，成為自1998年麥可·喬丹之後首位入選全明星賽的公牛隊選手。公牛隊以41勝41敗再度晉級季後賽，首輪的對手是東區第一種子克里夫蘭騎士，公牛隊以1勝4敗不敵騎士隊，再次在首輪止步。

#### 2010-11賽季

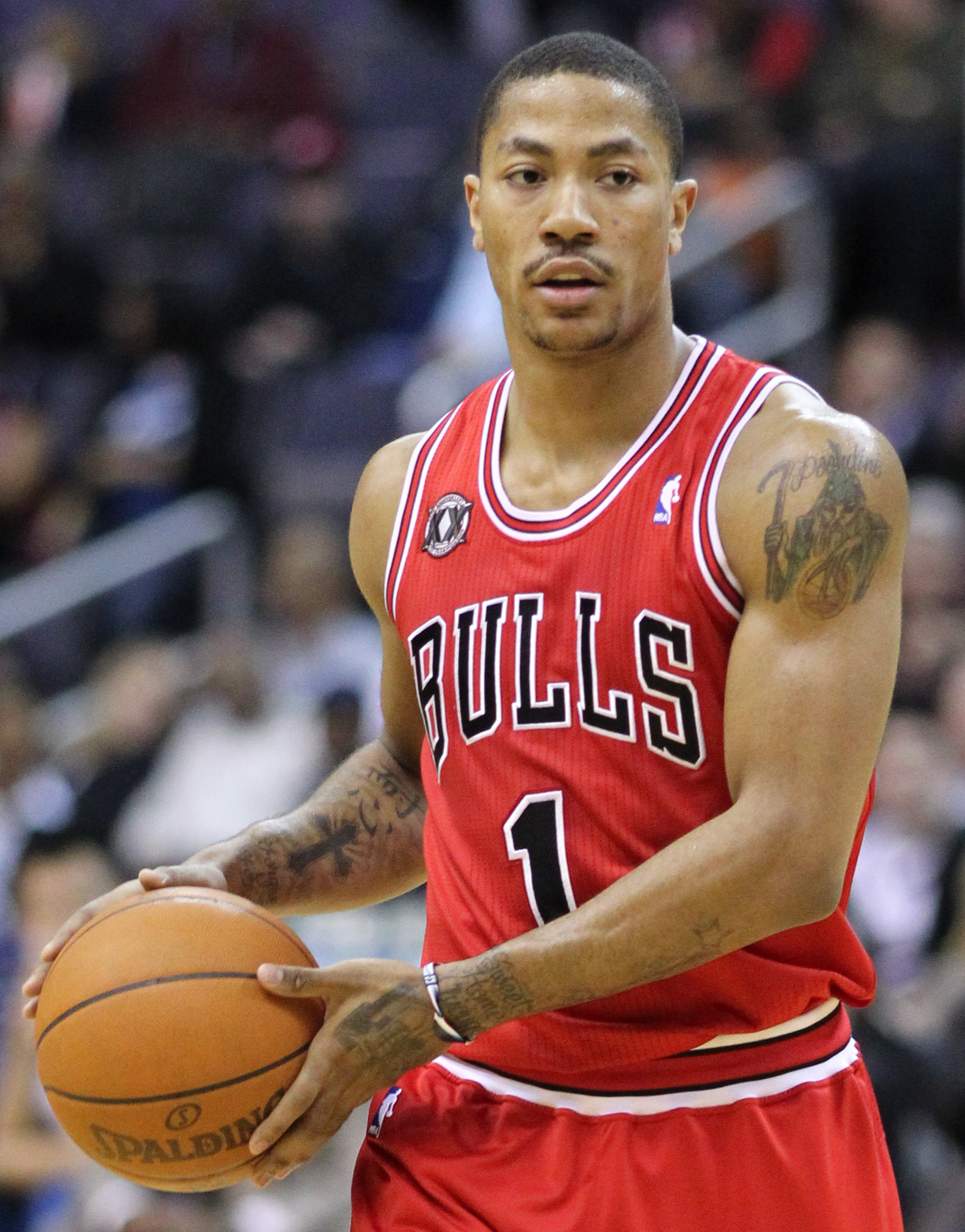
在2010–11賽季，羅斯帶領公牛取得62勝。

12月10日，羅斯獲得29分，9助攻，帶領公牛隊擊敗洛杉磯湖人，這也是公牛隊自2006年12月19日起首次擊敗洛杉磯湖人。2011年1月17日，羅斯在對戰曼菲斯灰熊的比賽中取得他職業生涯第一個大三元22分10籃板和12次助攻，並帶領球隊以96-84取得勝利。羅斯首次被選為NBA東區全明星隊的先發。2月17日，在全明星賽前的最後一場比賽中，羅斯取得了42分，還外帶8助攻5籃板，帶領公牛隊以109-99擊敗聖安東尼奧馬刺。3月26日，公牛隊以95-87戰勝密爾瓦基公鹿，羅斯取得了30分以及職業生涯最高的17助攻。羅斯以例行賽場均25分7.7助攻，率領公牛隊拿下全聯盟第一的例行赛戰績62勝20敗。5月3日，羅斯被評為NBA最有價值球員，當時他只有22歲，也成為獲得此獎的最年輕球員。季後赛首輪以五場戰勝印第安那溜馬，第二輪以六場戰勝亞特蘭大老鷹，其中在對老鷹的第三場比賽，羅斯攻下44分，外加5籃板7助攻，這也是他職業生涯的第二高得分，最後成功晉級東區決賽，作為公牛隊的進攻核心，邁阿密熱火用德韋恩·韋德和雷霸龍·詹姆士兩位球員包夾羅斯，最後公牛隊以1勝4敗不敵邁阿密熱火。

#### 2011-12赛季
2011年12月，羅斯與公牛隊簽訂了一項為期五年9480萬美元的合約。羅斯本季再度入選明星賽。公牛隊再次取得全聯盟最佳戰績。在季後賽首輪第一場比賽終場前一分鐘左右，羅斯已經取得23分9籃板9助攻，球隊大比分領先，在一波進攻中羅斯切入後起跳，但隨即倒地。公牛球團宣布羅斯左膝前十字韌帶嚴重撕裂，提前宣告賽季結束，公牛隊失去核心，以2勝4敗遭到第八種子費城七六人隊淘汰，成為於2003年NBA首輪改為七戰四勝制後第三支以第一種子身份被第八種子戰胜的球隊。羅斯於2012年5月12日進行手術，估計恢復期為8-12個月。

#### 2012-13赛季
羅斯因傷未參與2012-13球季之任何例行賽事。雖然公牛隊仍以45勝37負的戰績晉級季後賽，但在第二輪以1勝4敗不敵邁阿密熱火。

#### 2013-14球季
10月5日，羅斯復出對戰印第安那溜馬，他上場20分鐘拿到了13分。公牛在熱身賽以8戰全勝的戰績拿下東部第一，但羅斯卻在例行賽第10場出戰波特蘭拓荒者的比賽中右膝蓋韌帶撕裂，確定賽季報銷。羅斯本季平均15.9分4.3助攻的數據皆是生涯新低。

#### 2014-15球季
羅斯復出，但在2015年2月26日，公牛隊方面宣布由於羅斯的右膝半月板受傷，需要進行手術修除而將缺席4到6週。時隔三年，羅斯首次参加季後赛，第一場拿下23分7助攻，第二場羅斯遭遇三人包夾，仍拿下15分7籃板9助攻，第三場23中12，拿下34分3抄截5籃板8助攻，外帶5記三分球，也刷新季後賽個人三分球紀錄。帶領公牛3勝0敗領先密爾瓦基公鹿，最後以4勝2敗晉級第二輪。第二輪對戰克里夫蘭騎士，羅斯在第三場比賽中取得30分，並在終場前投進壓哨三分，公牛隊以99-96取得勝利，以2勝1敗領先騎士隊，但騎士隊拿下了接下來的三場比賽，公牛隊以2勝4敗止步於第二輪。

#### 2015-16賽季
公牛隊戰績42勝40敗無緣晉級季後賽，這也是羅斯生涯第一次無緣季後賽。賽季結束後，芝加哥公牛力求改變，把羅斯及得分後衛贾斯汀·霍勒迪及1個明年的二輪選秀權交易至紐約尼克，換來老將控衛荷西·卡德隆、年輕控衛傑萊恩·葛蘭特和中鋒羅賓·羅培茲。

### 紐約尼克（2016–2017）

#### 2016-17賽季
11月4日，羅斯第一次以尼克隊球員的身份回到芝加哥，羅斯取得15分11助攻，尼克隊以117-104戰勝公牛隊。2017年1月10日，羅斯無故缺席對紐奧良鵜鶘的比賽，事後接受訪問表示因家庭因素，必須回到他的家鄉芝加哥。4月3日，波士頓塞爾蒂克慶祝本季第50勝同時，尼克隊卻陷入危機，不只因為以94-110不敵塞爾蒂克，導致晉級季後賽的機會更加渺茫，羅斯也因傷宣告本季提前報銷。球團宣布，羅斯因左膝半月板撕裂，將進行手術，這次動刀修復期約2個月，代表28歲的羅斯本季穿著尼克戰袍的出賽場次將停在64場。

### 克里夫蘭騎士（2017–2018）

#### 2017-18賽季
羅斯在2017年7月以老將底薪210萬美元加盟克里夫蘭騎士。10月18日，加盟騎士隊後的第一場比賽，對手是波士頓塞爾蒂克，羅斯得到了14分，球隊也以102-99贏球。10月20日，羅斯受到腳踝傷患困擾，缺席對上公鹿和接下來的4場比賽，之後復出打了5場比賽。11月25日，羅斯離開球隊重新評估自己往後的NBA生涯。 他在12月初回到球隊接受治療。2018年1月19日，羅斯離開球隊2個多月後，在對戰奧蘭多魔術的比賽中回歸，上場13分鐘得到9分，球隊也以104-103拿下勝利，終止四連敗。
2018年2月8日交易截止日前被騎士交易至猶他爵士，同年2月11日爵士將羅斯釋出使他能夠加盟季後賽球隊。

### 明尼蘇達灰狼（2018–2019）

#### 2017-18賽季
2018年3月，羅斯和明尼蘇達灰狼簽約。3月12日，加盟灰狼隊後的第一場比賽，對手是衛冕軍金州勇士，羅斯上場7分鐘，得到2分1籃板2助攻，球隊以109-103贏球。3月19日，對戰聯盟戰績第一的休士頓火箭，羅斯上場19分鐘，拿下14分3助攻，但球隊以120-129輸球。3月21日，對戰洛杉磯快艇，在比賽中羅斯再度扭傷腳踝，只上場7分鐘，得到9分。4月10日，對戰曼菲斯灰熊，羅斯上場22分鐘，拿下13分，幫助球隊以113-94贏球。球隊以西區第8種子進入季後賽，首輪對手是聯盟戰績第一的休士頓火箭。4月16日，系列賽第一場，羅斯上場24分鐘，就得到了16分4助攻，但球隊以101-104輸球。4月22日，系列賽第三場，羅斯上場21分鐘，就得到了17分，也幫助球隊拿下此系列賽的第一勝。系列賽第四場，羅斯得到17分6籃板4助攻，但球隊以100-119輸球。系列賽第五場，羅斯得到12分，球隊以104-122輸球，也以1勝4敗結束了此系列賽。季後賽首輪，羅斯平均上場23分鐘就能得到14.2分。
2018年夏季，羅斯以老將底薪續約明尼蘇達灰狼。

#### 2018-19賽季
2018年10月31日在對戰猶他爵士的比赛中，羅斯全場上陣41分鐘，拿到職業生涯最高的50分，外加4籃板及6助攻以及再見封阻，帶領灰狼以128比125逆轉爵士，賽後感動落淚。
2019年1月15日在對費城76人的比赛中，羅斯全場上陣22分鐘，拿到15分，外加2籃板及4助攻，在得到本場比賽第12分之后，羅斯職業生涯常規賽總得分已經達到並且超越10000分。1月20日，羅斯貢獻32分4籃板3助攻，最後射入絕殺球，帶領球隊116比114擊敗鳳凰城太陽。

### 底特律活塞（2019–2021）

#### 2019-20賽季
羅斯成為底特律活塞歷史上第一位以替補身份連續7場得分20+的球員，這也恰逢他職業生涯最高的14場比賽連續得分20分+。在與丹佛金塊的比賽中腹股溝受傷後，連續得分20分+記錄被終結。

### 重返紐約尼克（2021–2023）

#### 2020-21賽季
2021年2月7日，活塞將羅斯交易到紐約尼克，換取丹尼斯·史密斯和一個2021年第二輪選秀權，和曾經在芝加哥公牛和明尼蘇達灰狼執教過他的總教練湯姆·希伯杜重聚。
2021年2月7日，羅斯宣布將改穿著4號球衣在場上奮戰，4號是羅斯進入NBA以來除了1號、25號外所使用的第三個背號。
在羅斯加入後，尼克起了化學效應，打出越來越好的戰績，最後在免打附加賽的情況下重返睽違八年的季後賽，但是進入季後賽，除了羅斯，其他球員陷入啞火，最後以1：4輸給老鷹。
2021年5月21日，NBA官方宣佈本賽季最佳第六人最終入圍名單，當中羅斯包括在內。儘管第一輪就被淘汰，但還是在自由市場開市不久以3年4300萬美金續留尼克。
2021年11月3日，在對陣印第安那溜馬的比賽中，羅斯全場獲得13分2籃板3助攻1抄截1阻攻，並憑藉一記上籃得到生涯的12,000分。

#### 2021-22賽季
2022年2月25日，羅斯接受了另一次手術以解決腳踝的感染問題，並被無限期缺賽。

#### 2022-23賽季
2022-23賽季，羅斯場均替補出場時間只有12分鐘，並於2022年12月被總教練湯姆·錫伯杜從尼克斯輪換陣容中除名。尼克隊拒絕了羅斯2023-24 賽季的球隊選擇權，使他成為自由球員。

### 曼菲斯灰熊（2023–2024）

#### 2023-24賽季
2023年7月3日，羅斯以2年650萬美元簽約曼菲斯灰熊。他選擇穿上23號球衣，與在曼菲斯大學效力時所穿的球衣號碼相同。
羅斯在曼菲斯灰熊一共出賽24場，場均8分1.9籃板3.3助攻。
2024年3月31日，羅斯因右側腹股溝及低背傷勢，宣布賽季報銷。
2024年9月24日，曼菲斯灰熊同意羅斯的請求，裁掉羅斯。
2024年9月26日，羅斯宣布退休，結束15年漫長的NBA生涯。

## 國家隊生涯
2010年，罗斯领衔美国梦九队，参加了2010年男籃世錦賽，带领美国男篮获得金牌。
2012年，罗斯因十字韧带撕裂而缺席伦敦奥运会。
2014年，罗斯因伤病缺席四年，再次参加美国男篮2014年世界盃籃球賽，并带领美国队获得金牌。

## NBA生涯數據
| 粗體 | 生涯最佳 |

### 例行賽
| 賽季     | 球隊         | 出賽 | 正選 | 平均上場時間(分鐘) | 投籃命中率 | 三分球命中率 | 罰球命中率 | 平均籃板 | 平均助攻 | 平均搶截 | 平均封阻 | 平均得分 |
| -------- | ------------ | ---- | ---- | ------------------ | ---------- | ------------ | ---------- | -------- | -------- | -------- | -------- | -------- |
| 2008–09  | 芝加哥公牛   | 81   | 80   | 37.0               | 47.5%      | 22.2%        | 78.8%      | 3.9      | 6.3      | 0.8      | 0.2      | 16.8     |
| 2009–10  | 芝加哥公牛   | 78   | 78   | 36.8               | 48.9%      | 26.7%        | 76.6%      | 3.8      | 6.0      | 0.7      | 0.3      | 20.8     |
| 2010–11  | 芝加哥公牛   | 81   | 81   | 37.4               | 44.5%      | 32.2%        | 85.8%      | 4.1      | 7.7      | 1.0      | 0.6      | 25.0     |
| 2011–12  | 芝加哥公牛   | 39   | 39   | 35.3               | 43.5%      | 31.2%        | 81.2%      | 3.4      | 7.9      | 0.9      | 0.7      | 21.8     |
| 2013–14  | 芝加哥公牛   | 10   | 10   | 31.1               | 35.4%      | 34.0%        | 84.4%      | 3.2      | 4.3      | 0.5      | 0.1      | 15.9     |
| 2014–15  | 芝加哥公牛   | 51   | 51   | 30.0               | 40.5%      | 28.0%        | 81.3%      | 3.2      | 4.9      | 0.7      | 0.3      | 17.7     |
| 2015–16  | 芝加哥公牛   | 66   | 66   | 31.8               | 42.7%      | 29.3%        | 79.3%      | 3.4      | 4.7      | 0.6      | 0.2      | 18.0     |
| 2016–17  | 紐約尼克     | 64   | 64   | 32.5               | 47.1%      | 21.7%        | 87.4%      | 3.8      | 4.4      | 0.6      | 0.2      | 18.0     |
| 2017–18  | 克里夫蘭騎士 | 16   | 7    | 19.2               | 43.9%      | 25.0%        | 85.4%      | 1.8      | 1.6      | 0.1      | 0.2      | 9.8      |
| 2017–18  | 明尼蘇達木狼 | 9    | 0    | 12.4               | 42.9%      | 16.7%        | 100%       | 0.6      | 1.2      | 0.4      | 0.0      | 5.8      |
| 2018–19  | 明尼蘇達木狼 | 51   | 13   | 27.3               | 48.2%      | 37.0%        | 85.6%      | 2.7      | 4.3      | 0.6      | 0.2      | 18.0     |
| 2019–20  | 底特律活塞   | 50   | 15   | 26.0               | 49.0%      | 30.6%        | 87.1%      | 2.4      | 5.6      | 0.8      | 0.3      | 18.1     |
| 2020–21  | 底特律活塞   | 15   | 0    | 22.8               | 42.9%      | 33.3%        | 84.0%      | 1.9      | 4.2      | 1.2      | 0.3      | 14.2     |
| 2020–21  | 纽约尼克     | 35   | 3    | 26.8               | 48.7%      | 41.1%        | 88.3%      | 2.9      | 4.2      | 0.9      | 0.4      | 14.9     |
| 2021–22  | 纽约尼克     | 26   | 4    | 24.5               | 44.5%      | 40.2%        | 96.8%      | 3.0      | 4.0      | 0.8      | 0.5      | 12.0     |
| 2022–23  | 纽约尼克     | 27   | 0    | 12.5               | 38.4%      | 30.2%        | 91.7%      | 1.5      | 1.7      | 0.3      | 0.2      | 5.6      |
| 2023–24  | 曼菲斯灰熊   | 24   | 7    | 16.6               | 46.1%      | 36.6%        | 88.9%      | 1.9      | 3.3      | 0.3      | 0.1      | 8.0      |
| 生涯統計 | 生涯統計     | 723  | 518  | 30.5               | 45.6%      | 31.6%        | 83.1%      | 3.2      | 5.2      | 0.7      | 0.3      | 17.4     |
| 明星賽   | 明星賽       | 3    | 2    | 21.0               | 51.7%      | 66.7%        | 50.0%      | 1.33     | 4.0      | 1.33     | 0.0      | 11.0     |

### 季後賽
| 賽季     | 球隊         | GP | GS | MPG  | FG%   | 3P%   | FT%    | RPG | APG | SPG | BPG | PPG  |
| -------- | ------------ | -- | -- | ---- | ----- | ----- | ------ | --- | --- | --- | --- | ---- |
| 2009     | 芝加哥公牛   | 7  | 7  | 44.7 | 49.2% | 0.0%  | 80.0%  | 6.3 | 6.4 | .6  | .7  | 19.7 |
| 2010     | 芝加哥公牛   | 5  | 5  | 42.4 | 45.6% | 33.3% | 81.8%  | 3.4 | 7.2 | 0.8 | 0.0 | 26.8 |
| 2011     | 芝加哥公牛   | 16 | 16 | 40.6 | 39.6% | 24.8% | 82.8%  | 4.4 | 7.7 | 1.4 | 0.7 | 27.1 |
| 2012     | 芝加哥公牛   | 1  | 1  | 37.2 | 39.1% | 50.0% | 100.0% | 9.0 | 9.0 | 1.0 | 1.0 | 23.0 |
| 2015     | 芝加哥公牛   | 12 | 12 | 37.8 | 39.6% | 34.8% | 89.7%  | 4.9 | 6.5 | 1.2 | 0.5 | 20.3 |
| 2018     | 明尼蘇達灰狼 | 5  | 0  | 23.8 | 50.9% | 70.0% | 85.7%  | 1.8 | 2.6 | 0.4 | 0.0 | 14.2 |
| 2021     | 紐約尼克     | 5  | 3  | 35.0 | 47.6% | 47.1% | 100.0% | 4.0 | 5.0 | 0.4 | 0.2 | 19.4 |
| 2023     | 紐約尼克     | 1  | 0  | 3.0  | 0.0%  | 0.0%  | —      | 0.0 | 1.0 | 0.0 | 0.0 | 0.0  |
| 生涯統計 | 生涯統計     | 52 | 44 | 37.7 | 42.6% | 32.2% | 84.5%  | 4.3 | 6.3 | 0.9 | 0.5 | 21.9 |